# ادمون هيرفي
ادمون هيرفي هو سياسي فرنسي، ولد في 3 ديسمبر 1942 في La Bouillie ‏ في فرنسا. نشط حزبياً في الحزب الاشتراكي.

## مناصب
- انتخب نائب فرنسي عن دائرة Ille-et-Vilaine's 2nd constituency [الإنجليزية]‏ خلال فترته النيابية  [لغات أخرى]‏ (12 يونيو 1997 – 18 يونيو 2002).
- انتخب نائب فرنسي عن دائرة Ille-et-Vilaine's 2nd constituency [الإنجليزية]‏ خلال فترته النيابية  [لغات أخرى]‏ (23 يونيو 1988 – 1 أبريل 1993).
- انتخب نائب فرنسي عن دائرة  خلال فترته النيابية  [لغات أخرى]‏ (2 أبريل 1986 – 14 مايو 1988).
- انتخب عضو المجلس العام  [لغات أخرى]‏.
- انتخب عضو مجلس الشيوخ الفرنسي ‏.
- انتخب عضو مجلس جهوي ‏.
- انتخب عمدة رين ‏ (16 مارس 1977 – 21 مارس 2008).
- انتخب نائب فرنسي عن دائرة Ille-et-Vilaine's 1st constituency [الإنجليزية]‏ خلال فترته النيابية  [لغات أخرى]‏ (2 يوليو 1981 – 23 يوليو 1981).